# Średniowieczna filozofia żydowska
Średniowieczna filozofia żydowska – filozofia uprawiana od IX do XV wieku przez myślicieli zamieszkujących kraje islamu i chrześcijaństwa. Poddana była wpływom m.in. filozofów Starożytnej Grecji i Rzymu, teologię islamu oraz w okresie schyłkowym – przez chrześcijańską myśl scholastyczną. Filozofia ta zajmowała się klasycznymi kwestiami teologii i filozofii (problem wolności, prawa żydowskiego), ale także językiem hebrajskim jako takim.
Średniowieczna filozofia żydowska płynie zasadniczo tym samym nurtem, co filozofia arabska. Filozofia żydowska, pozostając bliska arabskiej, nie rozpływa się w niej, lecz zachowuje samodzielne znaczenie. Podobnie do islamistycznego kalamu, teologia żydowska rozpada się na kierunek rabinacki i karaimski.

## Przedstawiciele średniowiecznej filozofii żydowskiej

### Racjonalistyczna myśl rabinistyczna
- Dawid ben Merwan (X w.)
- Saadja ben Josef al. - Fajjumi (ur. 892, zm. 942 r.)
- Izaak ben Salomon Izraeli (ur. ok. 953 r.)
- Salomon ben Jehuda (Salomon ibn Gabirol, znany jako Awicebron)
- Abraham bar Hijja (zm. po 1136 r.)
- Abraham ben David (ur. ok. 1125, zm. 1198 r.)
- Mojżesz Majmonides (ur. 1135, zm. 1204 r.), szczególnie Przewodnik błądzących
- Nachmanides (ur. 1194, zm. 1270)

### Mistycyzm
- Bachja ibn Pakuda (XI w.)
- Jehuda Halewi ur. 1075; zm. 1141)